# Hamideddine Bouali
Hamideddine Bouali (geboren 1961 in Tunesien) ist ein tunesischer Fotograf.

## Wirken
Fünf Jahre lang war Hamideddine Bouali Vizepräsident der Rencontres Internationales de Photographie de Ghar El Melh, außerdem Organisator des Wettbewerbs Rentrée symbolique de l'année Photographique in Tunis.
1997 kuratierte er die Ausstellung La Tunisie de Jaques Pérez sowie 1997 und 2001 die internationale Fotoausstellung Mois de Photo de Tunis. Im Januar 2010 gründete Hamideddine Bouali den ersten Fotoclub von Tunis (Club Photo de Tunis).
Er ist außerdem Ausbilder, Dozent und Mitglied verschiedener Jurys, publiziert auf einem Blog und schreibt Artikel zur Fotografie, die in tunesischen und ausländischen Tageszeitungen erscheinen und hat an über hundert Gruppenausstellungen in und außerhalb Tunesiens  teilgenommen.
Seit 2011 war Hamideddine Bouali mit der Agentur Demotix in London assoziiert.
Im Jahr 2015 engagierte er sich bei der Gründung des Maison de l’image in Tunis, für das er seither Kurse gibt und die Moderation der Veranstaltungsreihe Café des photographes (Fotografencafé) übernahm. Im selben Jahr wurde er in das Thames & Hudson Dictionary of Photography aufgenommen.

## Dokumentation der Tunesischen Revolution
Die Selbstverbrennung des Gemüsehändlers Mohamed Bouazizi am 17. Dezember 2010 in Sidi Bouzid und die darauf folgenden Demonstrationen gegen den tunesischen Diktator Zine el-Abidine Ben Ali markieren der Beginn der Tunesischen Revolution und damit des „Arabischen Frühlings“. Seit dem 13. Januar 2011 fotografierte Hamideddine Bouali täglich die Proteste, zuerst in Tunis, dann in Sidi Bouzid. Oft arbeitete er unter der Tränengasmaske. Das Porträt einer skandierenden jungen Frau, aufgenommen am 19. Februar 2011 in Tunis, die eine tunesische Flagge über die Köpfe der Menge hält und ein T-Shirt mit der Aufschrift „Victoire de Tunisie“ („Sieg Tunesiens“) trägt, gilt als das Porträt der Revolution.
Nachdem die Fotos von Hamededdine Bouali 2011, noch während die Proteste liefen, gleich an mehreren Orten in Tunis und im Kulturzentrum Mad'Art in Karthago gezeigt wurden, starteten sie mit Unterstützung des Goethe Instituts Tunis eine Ausstellungsserie in Deutschland.
- 2011 Revolution auf Tunesisch - Der rote Faden, Gedenkstätte Berlin-Hohenschönhausen[6]

- 2012 Revolution auf Tunesisch, Rathaus Stuttgart
- 2012 Révolution à la tunisienne, Stadthaus Ulm[7][8]
- 2012 Chronique tunisienne - Révolution à la tunisienne - Le fil rouge, Zentrum für interdisziplinäre Forschung (ZiF) der Universität Bielefeld
- 2012 Le fil rouge, StaTTmuseum Köln
- 2013 Revolution auf Tunesisch, Badisches Landesmuseum Karlsruhe, Karlsruher Schloss[9]

„Niemals zuvor habe ich so viel fotografiert, niemals sah ich einer in Entstehung befindlichen Geschichte ins Gesicht, niemals hatte ich solche Angst, niemals war ich so aufgeregt … Niemals war ich lebendiger!!!“ (Hamideddine Bouali, 22. Februar 2011)
Im Jahr 2021 erschien Boualis Kindle-Buch „2011: Deux mille onze en Tunisie dans les archives d’un photographe“ („2011: Zweitausendelf in Tunesien in den Archiven eines Fotografen“) mit 250 die Tunesische Revolution dokumentierende Fotografien.

## Preise
1989 erhielt Hamideddine Bouali den Förderpreis beim 51. Internationalen Salon der Fotografie in Tokyo, 1991 zwei Preise beim Fotowettbewerb des staatlichen CREDIF und 1996 eine Goldmedaille bei der Internationalen Fotoausstellung in Bagdad. Im Jahr 2008 wurde ihm die höchste Auszeichnung des tunesischen Staates für Fotografie, der Prix National des Arts et des Lettres en Photographie, verliehen. 2011 erhielt er den Grand Prix du concours des Le Fonds Méditerranéen pour les femmes und 2012 den Lucien-Clergue-Preis.